# Take a Bow (песня Рианны)
«Take a Bow» (с англ. — «Откланивайся») — песня барбадосской певицы Рианны из переиздания третьего студийного альбома Good Girl Gone Bad: Reloaded, выпущенная в качестве лид-сингла с переиздания. Песня была создана норвежской продюсерской командой StarGate и написана в сотрудничестве с автором-исполнителем Ne-Yo. «Take a Bow» вышла в свет 15 апреля 2008 года в качестве CD-сингла и цифровой загрузки в Соединённых Штатах Америки.
Композиция получила положительные отзывы от музыкальных критиков, особенно за произнесение текста, а также за качественную постановку битов в смешении с ритмами баллады. Песня «Take a Bow» приобрела широкий коммерческий успех и достигла первой строчки в чартах Канады, Дании, Ирландии, Словакии и Великобритании. Песня также возглавила чарт Billboard Hot 100, став третьим супер хитом Рианны в Соединённых Штатах Америки. В дополнение к вышеперечисленному, песня вошла в десятку лучших синглов в шести странах.
Режиссёром музыкального видеоклипа стал Энтони Мандлер, премьера состоялась 25 апреля 2008 года. Съёмки прошли в Венеции, Италия и показывает парня и Рианну, заинтересованную в разрыве отношений, поскольку он вёл себя нечестно по отношению к ней. Видеоклип получил две номинации на Церемонии MTV VMA: Лучшее женское видео и Лучшая режиссура. Песню перепели множество артистов, однако, важнейший кавер принадлежит Лиа Мишель из эпизода «Showmance» американского телесериала Glee.

## Отзывы критиков
Билл Лэмб из About.com написал: «Рианна имеет уникальную способность доносить без притворства текст песни до слушателя, и эта песня — ещё один успех, даже если немного меньший для дуэта. Посмотрите, это девятая песня Рианны, которой удалось войти в список лучших 10 поп-синглов» и «В песне Рианна разговаривает со слушателем, а слово „please!“ и лёгкий смех, вероятно, будут самыми незабываемыми элементами этой композиции». Он так же отметил: «Фоновая мелодия „Take a Bow“ построена на клавишных и, к настоящему времени, является стандартной и не самой лучшей работой дуэта Stargate. Вероятно, после нескольких прослушиваний песни Вы начнёте подпевать певице, что делает её популярной на радио».

## Структура
«Take A Bow» — ритм-н-блюз песня с продолжительностью звучания 3 минуты 47 секунд. Композиция относится к балладам и имеет размер такта в темпе 80 ударов в минуту. Песня написана в тональности Ми мажор. Голос Рианны охватывает две октавы, от низкой ноты E3 до высокой C♯5. В музыке использована последовательность аккордов E-B-C♯m-A.

## Чарты
| Еженедельные чарты (2008)                   | Еженедельные чарты (2008) |
| Чарт                                        | Высшая позиция            |
| ------------------------------------------- | ------------------------- |
| Австралия (ARIA)                            | 3                         |
| Австрия (Ö3 Austria Top 40)                 | 6                         |
| Бельгия/Фландрия (Ultratop 50)              | 13                        |
| Бельгия/Валлония (Ultratop 50)              | 15                        |
| Канада (Billboard Canadian Hot 100)         | 1                         |
| Чехия (Rádio — Top 100)                     | 15                        |
| Дания (Tracklisten)                         | 1                         |
| Европа (Billboard European Hot 100 Singles) | 3                         |
| Финляндия (Suomen virallinen lista)         | 17                        |
| Франция (SNEP)                              | 12                        |
| Германия (GfK)                              | 6                         |
| Венгрия (Rádiós Top 40)                     | 35                        |
| Венгрия (Dance Top 40)                      | 40                        |
| Ирландия (IRMA)                             | 1                         |
| Италия (FIMI)                               | 45                        |
| Нидерланды (Single Top 100)                 | 10                        |
| Норвегия (VG-lista)                         | 5                         |
| Словакия (Rádio — Top 100)                  | 1                         |
| Швеция (Sverigetopplistan)                  | 12                        |
| Швейцария (Schweizer Hitparade)             | 7                         |
| Великобритания (OCC UK Singles)             | 1                         |
| США (Billboard Hot 100)                     | 1                         |
| США (Billboard Pop Airplay)                 | 1                         |
| США (Billboard Dance Club Songs)            | 14                        |
| США (Billboard Hot R&B/Hip-Hop Songs)       | 1                         |

| Годовые чарты (2008)             | Годовые чарты (2008) |
| Чарт                             | Высшая позиция       |
| -------------------------------- | -------------------- |
| Australian Singles Chart         | 25                   |
| Austrian Singles Chart           | 21                   |
| Belgian Singles Chart (Flanders) | 61                   |
| Canadian Hot 100                 | 17                   |
| Dutch Top 40                     | 26                   |
| European Hot 100 Singles         | 23                   |
| France (SNEP)                    | 62                   |
| Irish Singles Chart              | 8                    |
| New Zealand Singles Chart        | 16                   |
| Swedish Singles Chart            | 74                   |
| Swiss Singles Chart              | 36                   |
| UK Singles Chart                 | 20                   |
| US Billboard Hot 100             | 12                   |
| US Pop Songs                     | 6                    |

## Сертификации продажи
| Регион | Сертификация  | Продажи    |
| --- | ------------- | ---------- |
| Австралия (ARIA) | 3× Платиновый | 210 000^   |
| Дания (IFPI Danmark) | Платиновый    | 15 000^    |
| Германия (BVMI) | Золотой       | 150 000    |
| Япония (RIAJ) | Золотой       | 100 000*   |
| Новая Зеландия (RMNZ) | 3× Платиновый | 90 000     |
| South Korea (Gaon Chart) | —             | 1,335,866  |
| Великобритания (BPI) | 2× Платиновый | 1 200 000  |
| США (RIAA) · Mastertone | Платиновый    | 1 000 000* |
| США (RIAA) | 6× Платиновый | 6 000 000  |
| * Данные о продажах приведены только на основе сертификации. · ^ Данные о тиражах приведены только на основе сертификации. · Данные о продажах + прослушиваниях приведены только на основе сертификации. |               |            |